# Sport w Kazimierzy Wielkiej

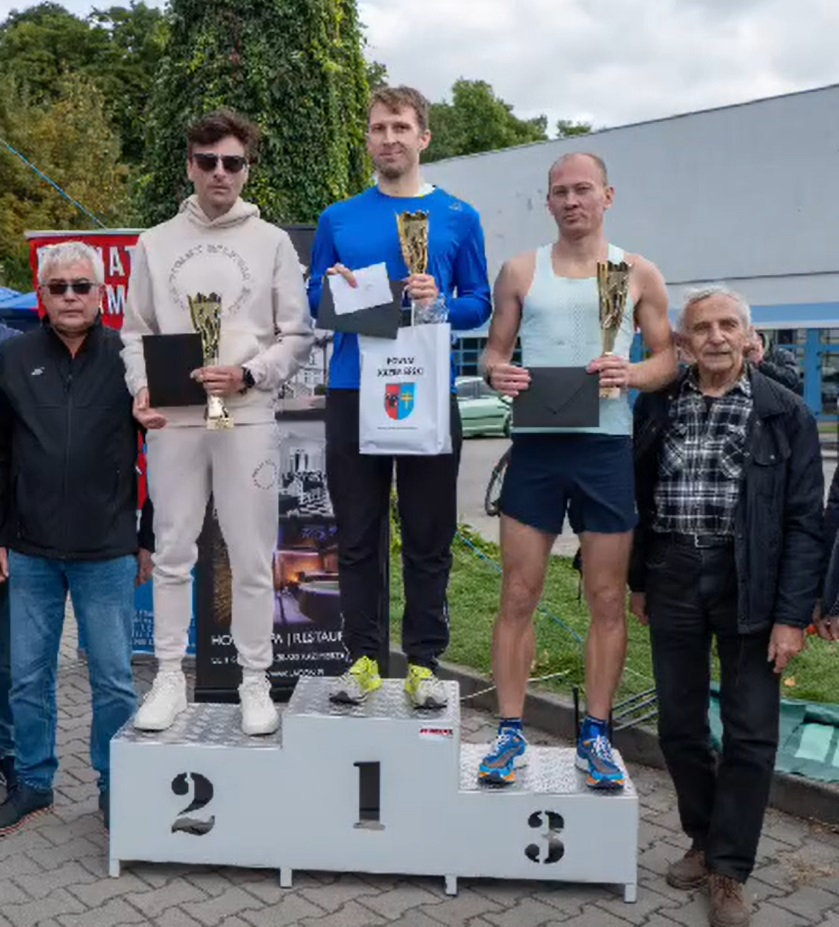
Podium biegu głównego XIII Kazimierskiego Biegu Szlakiem Megalitów, 29.09.2024

Sport w Kazimierzy Wielkiej – historia, imprezy oraz obiekty sportowe w Kazimierzy Wielkiej.

## Kalendarium
- 1927 - założenie klubu Sparta Kazimierza Wielka[1]
- 2003 (lipiec) – powołanie Kazimierskiego Ośrodka Sportowego
- 2004 – awans klubu tenisa stołowego Rafaello do I ligi tenisa stołowego
- 2005 (sierpień) – rozpoczęcie budowy krytel pływalni „Wodny Raj”
- 2006 – powołanie do kadry narodowej seniorek w tenisie stołowym zawodniczki Rafaello-Mlekpol Antoniny Szymańskiej
- 2006 (październik) – oddanie do użytku krytej pływalni „Wodny Raj”
- 2008 – założenie Klubu Pływackiego Pirania, połączone z powołaniem Kazimierskiej Ligi Pływackiej
- 2008 – 2013 – organizacja sześciu edycji Kazimierskiego Rajdu Samochodów Terenowych
- 2012 – powołanie Centrum Informacji Turystycznej zarządzanej przez Kazimierski Ośrodek Sportowy
- 2013 – organizacja pierwszego Kazimierskiego Biegu Szlakiem Megalitów (dotychczas zorganizowano 13 edycji, ostatnią 29 września 2024 roku)[2].

## Kazimierski Ośrodek Sportowy
Ośrodek sportowy działający na obszarze miasta powiatowego Kazimierza Wielka. Powołany został w lipcu 2003 roku, po ukończeniu budowy hali sportowej przy ul. Kościuszki, jako sp. z o.o. wspólników: Starostwa Powiatowego i Urzędu Miasta i Gminy w Kazimierzy Wielkiej. Spółka zarządza m.in.:
- Halą sportową, na której odbywały się między innymi dwie gale MMA (w latach 2011 oraz 2012);
- Krytą pływalnią „Wodny Raj” – oddaną do użytku w październiku 2006 roku, na której rokrocznie odbywa się 24-godzinny Maraton Pływacki. Aktualny rekord maratonu wynosi 142 500 metrów (142,5 kilometra). Od 2008 roku przy pływalni działa Klub Pływacki Pirania oraz Kazimierska Liga Pływacka.
- Kazimierskim Biegiem Szlakiem Megalitów (realizowanym od 2013 roku)[3].

## Sukcesy
W latach 2004–2008 wieloma sukcesami na arenie krajowej mógł pochwalić się klub tenisa stołowego Rafaello Kazimierza Wielka, który w roku 2004 awansował do I ligi tenis stołowego kobiet. W Pucharze Polski w 2005 roku klub został sklasyfikowany na miejscu 5 – 8, a czołowa zawodniczka, Antonina Szymańska, została powołana do kadry narodowej seniorek na rok 2006. Drużyna grała także w europejskich pucharach, a w 2008 wywalczyła brązowy medal mistrzostw Polski.

## Kazimierski Bieg Szlakiem Megalitów
Organizowany cyklicznie od 2013 roku bieg na dystansie głównym wynoszącym 10km oraz dystansie 5km. Przy okazji biegu organizowane są także biegi dzieci. Na przestrzeni lat na podium zawodów stawali m.in. reprezentant Polski Sylwester Lepiarz (pierwsze miejsce w biegu głównym w roku 2022) oraz Rafał Czarnecki (drugie miejsce w biegu głównym w 2024 roku).